# Барсуков, Егор Иванович
Егор Иванович Барсуков — советский хозяйственный и государственный деятель, лауреат Государственной премии СССР за выдающиеся достижения в труде.

## Биография
Родился в 1928 году. Член КПСС.
В 1945—1988 — каменщик, бригадир каменщиков, бригадир комплексной бригады Нарвского общестроительного треста.
За внедрение эффективных форм хозяйствования был в составе коллектива удостоен Государственной премии СССР за выдающиеся достижения в труде 1975 года.
Делегат XXV съезда КПСС.
Жил в Таллинне.

## Награды
- Орден Ленина (1974)
- Орден Знак Почёта (1958)